# Герцдорфы
Герцдорфы (фон Герсдорф, Герздорф, нем. von Gersdorff, пол. Gersztorf) — русский дворянский род.

## Происхождение и история рода
Род ведёт происхождение из Силезии, откуда Георг Герсдорф переселился в 1602 году в Лифляндию. Генерал-поручик Детлев Иоанн фон Герсдорф (?—1787) отличился в Шведской и Семилетней войнах. Род внесён в лифляндский дворянский матрикул и в VI часть родословной книги Санкт-Петербургской  губернии.

## Известные представители
- Герздорф, Александр Александрович (1839—?) — генерал-майор.
- Герздорф, Арист Фёдорович фон (1806—1883) — генерал-лейтенант, Георгиевский кавалер (№ 7558; 1 января 1847).
- Герздорф, Владимир Александрович (1838—?) — генерал-майор.
- Герздорф, Иван Карлович (1735—1809) —  генерал-майор, Георгиевский кавалер (№ 173; 26 ноября 1771).
- барон Герцдорф, Карл Максимович (1761—1813) — генерал-майор, Георгиевский кавалер.
  - барон Герздорф, Александр Карлович (1794—1849) — генерал-майор, Георгиевский кавалер (№ 5101; 1 декабря 1835).
- Герздорф, Карл Николаевич — подполковник, командир 4-го егерского полка в 1796—1797 годах.
- Герздорф, Фёдор Фёдорович (?—1805) — бригадир (в 1776), Георгиевский кавалер (№ 122 (101); 20 июня 1771).

## Галерея

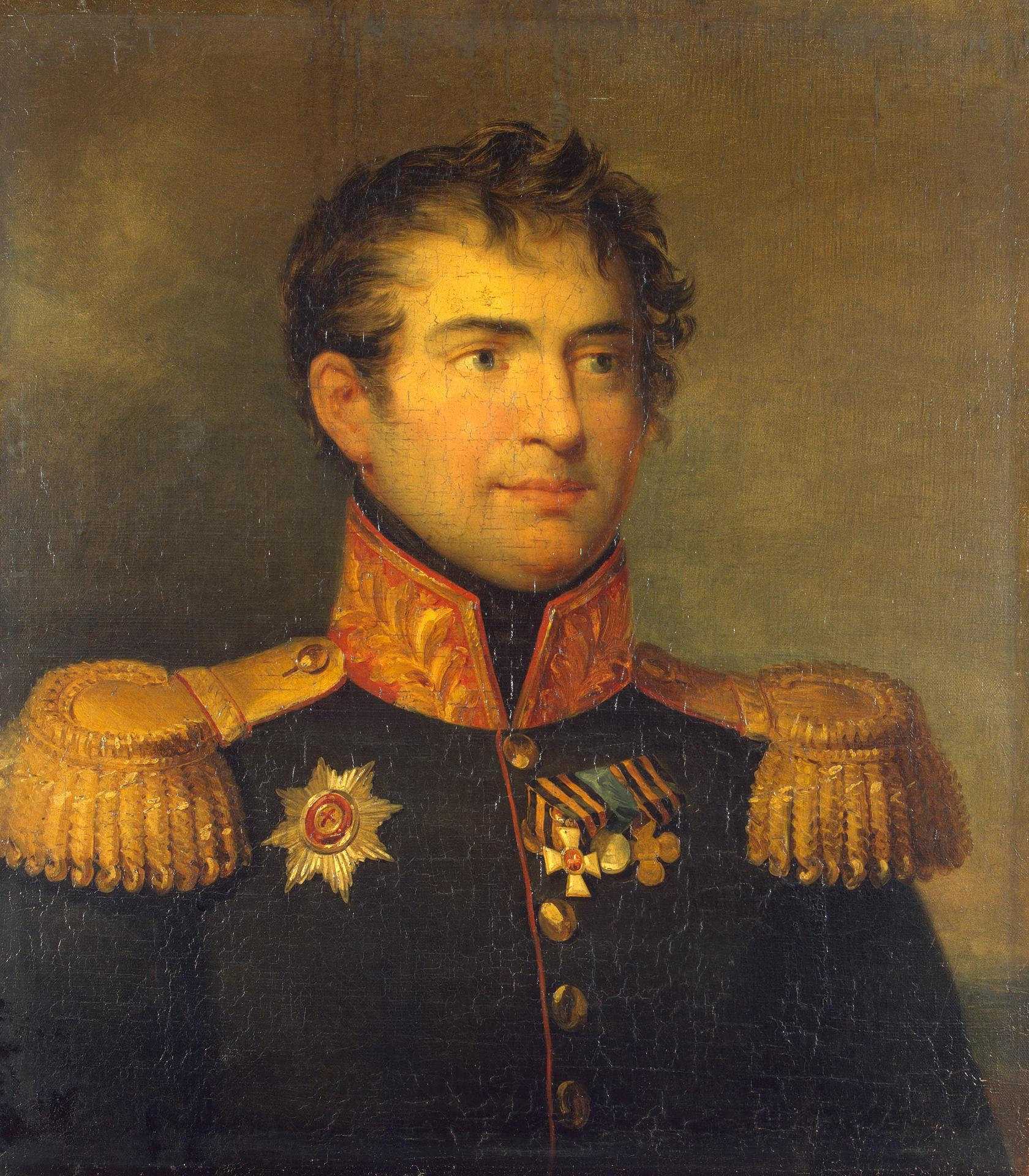
Карл Максимович Герцдорф, 1822-1823 гг.
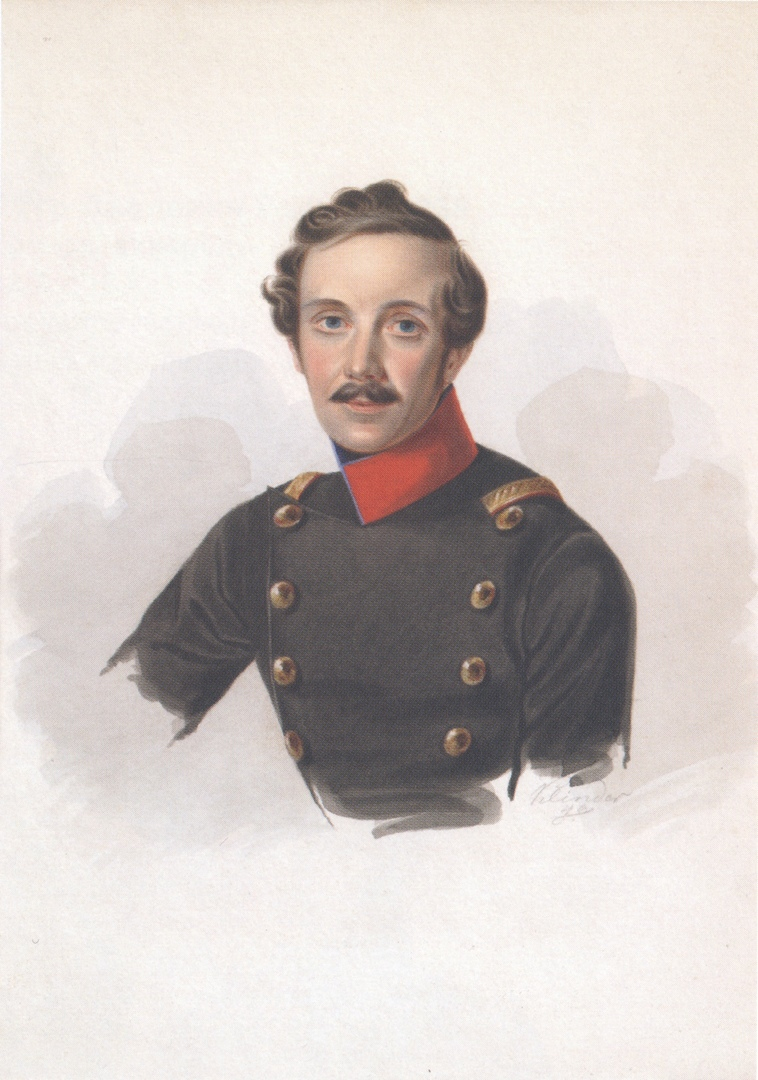
Арист Фёдорович фон Герздорф, 1840 г.